# 6618 Jimsimons
6618 Jimsimons è un asteroide della fascia principale. Scoperto nel 1936, presenta un'orbita caratterizzata da un semiasse maggiore pari a 1,8749744 UA e da un'eccentricità di 0,0441523, inclinata di 23,82734° rispetto all'eclittica.